# Пир победителей
«Пир победителей» — пьеса в четырёх действиях Александра Солженицына. Сюжет основан на личном фронтовом опыте автора. Датировка действия пьесы — 25 января 1945 (Восточно-Прусская операция). 

## История создания и публикации
Пьеса была сложена (в основном в уме) в Экибастузском лагере в 1951 г. Записана в ссылке в селе Берлик Коктерекского района Джамбульской области. Там спрятана и перележала месяцы, проведённые автором во время лечения в онкологической клинике в Ташкенте. С тех пор рукопись конспиративно хранилась до 1965 года, когда один экземпляр при обыске попал в руки КГБ. Этот текст был издан закрытым тиражом и распространялся среди партийной номенклатуры для обличения автора.
Впервые опубликована в 1981 г. в 20-томном собрании сочинений (Вермонт-Париж, ИМКА-пресс). Впервые поставлена в январе 1995 года в Малом театре в Москве.